# Begonia formosana
Espèce
Synonymes
- Begonia formosana f. albomaculata Tang S.Liu & M.J.Lai[2]
- Begonia laciniata var. formosana Hayata[2]
- Begonia laciniata Hayata[3]
- Begonia tarokoensis M. J. Lai[3]

Begonia formosana est une espèce de plantes de la famille des Begoniaceae.
Ce bégonia est originaire du Japon (îles Ryūkyū) et de Taïwan. L'espèce fait partie de la section Platycentrum ; elle a été décrite en 1961 par le botaniste japonais Genkei Masamune (1899-1993) à la suite de son homologue Bunzō Hayata (1874-1934). L'épithète spécifique, formosana, signifie « de Formose » (ancien nom de l'île de Taïwan).